# Fégyér

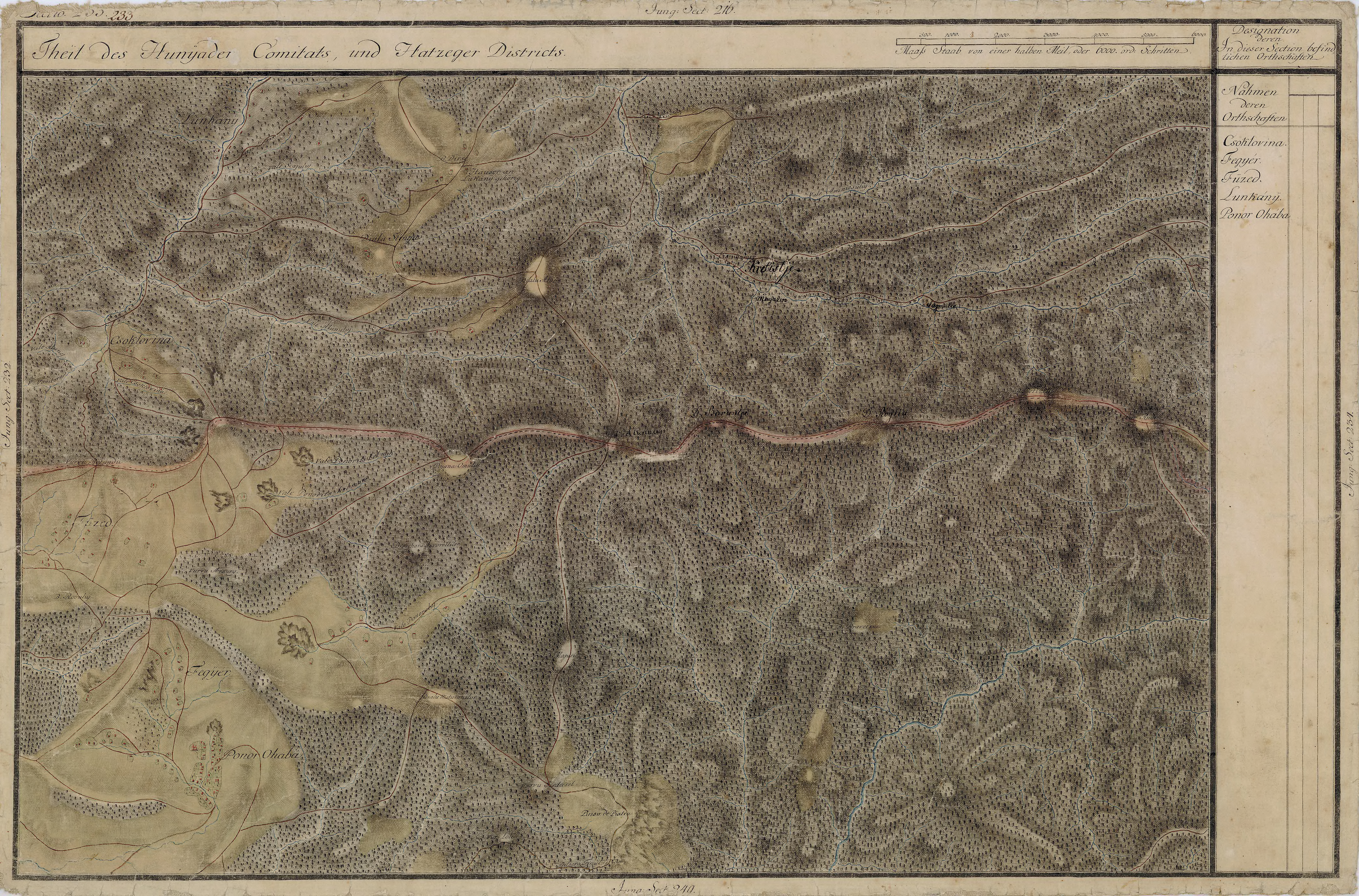
Fégyér egy régi térképen

Fégyér románul: Federi, falu Romániában, Erdélyben, Hunyad megyében.

## Fekvése
Hátszegtől délkeletre fekvő település.

## Története
Fégyér nevét 1457-ben említette először oklevél p. Feder néven. 1519-ben a Borbátvízi, Borbátvizi Oláh, Kendefi, Kenderesi családok voltak birtokosai. 1733-ban Federi, 1750-ben Feder, 1760 és 1762 között Fégyér, 1808-ban Fegyér ~ Fejér, Fijir, 1861-ben Fegyer, 1888-ban Fégyer, 1913-ban Fégyér néven írták.
A trianoni békeszerződés előtt Hunyad vármegye Puji járásához tartozott. 1909 és 1919 között 686 lakosából 678 román volt.

## Nevezetességek
A falu határában több barlang található, amelyekben kőkorszaki, újkőkorszaki, bronzkori (Wietenberg-kultúra), római kori és középkori leleteket tártak fel. A falutól keletre mintegy 400 méterre római vár állt.